# 汎ヨーロッパ回廊

10の汎ヨーロッパ交通回廊の地図

10の汎ヨーロッパ交通回廊 (Pan-European transport corridors) は、1994年3月に、クレタ島で行われた第2回汎ヨーロッパ交通会議において、中央・東ヨーロッパで10〜15年間必要とされる主要な物資を運ぶためのルートとして決められた。1997年のヘルシンキでの第3回会議では、さらに追加された。したがって、これらの回廊は、その地理的位置に関わらず「クレタ回廊」または「ヘルシンキ回廊」と呼ばれることもしばしばある。10番目の回廊は、旧ユーゴスラビア諸国での戦争が終結してから提案された。
これらの開発回廊は、欧州連合のプロジェクトである欧州横断輸送ネットワーク（TEN-T）とは異なるが、欧州連合で認められた主要ルートでもあり、ほとんどの通過国が現在EUのメンバーであるため、2つのシステムを組み合わせようとする提案もある。
回廊には様々な道路、鉄道、水路がある。
| I    | (南北) ヘルシンキ - タリン - リガ - カウナス・クライペダ - ワルシャワ・グダニスク - A支線 (Via/Rail Hanseatica) サンクトペテルブルク - リガ - カリーニングラード - グダニスク - リューベック - B支線 (Via Baltica/E 67) ヘルシンキ - ワルシャワ |
| II   | (東西) ベルリン - ポズナン - ワルシャワ - ブレスト - ミンスク - スモレンスク - モスクワ - ニジニ・ノヴゴロド |
| III  | ブリュッセル - アーヘン - ケルン - ドレスデン - ヴロツワフ - カトヴィツェ - クラクフ - リヴィウ - キエフ - A支線 - ベルリン - ヴロツワフ |
| IV   | ドレスデン / ニュルンベルク - プラハ - ウィーン - ブラチスラヴァ - ジェール - ブダペスト - アラド - ブカレスト - コンスタンツァ / クラヨーヴァ - ソフィア - テッサロニキ / プロヴディフ - イスタンブール |
| V    | (東西) ヴェネツィア - トリエステ / コペル - リュブリャナ - マリボル - ブダペスト - ウージュホロド - リヴィウ - キエフ 長さ1,600 km (994 mi) - A支線 - ブラチスラヴァ - ジリナ - コシツェ - ウージュホロド - B支線 - リエカ - ザグレブ - ブダペスト - C支線 - プロチェ - サラエボ - オシエク - ブダペスト |
| VI   | (南北) グダニスク - カトヴィツェ - ジリナ (西支線 カトヴィツェ-ブルノ. |
| VII  | (ドナウ川) (北西-南東) - 長さ2,300 km (1,429 mi) |
| VIII | ドゥラス - ティラナ - スコピエ - ソフィア - プロヴディフ - ブルガス - ヴァルナ 長さ1,500 km (932 mi) |
| IX   | ヘルシンキ - ヴィボルグ - サンクトペテルブルク - プスコフ - ホメリ - キエフ - リュバショフカ - キシナウ - ブカレスト - ディミトロヴグラード - アレクサンドルーポリ 長さ3,400 km (2,113 mi) 主要支線: サンクトペテルブルク - モスクワ - キエフ. - A支線 - クライペダ - ヴィリニュス - ミンスク - ホメリ - B支線 - カリーニングラード - ヴィリニュス - ミンスク - ホメリ - C支線 - リュバショフカ - ロッジルナ - オデッサ |
| X    | ザルツブルク - リュブリャナ - ザグレブ - ベオグラード - ニシュ - スコピエ - ヴェレス - テッサロニキ - A支線: グラーツ - マリボル - ザグレブ - B支線: ブダペスト - ノヴィ・サド - ベオグラード - C支線: ニシュ - ソフィア - プロヴディフ - ディミトロヴグラード - イスタンブール (4号線経由) - D支線: ヴェレス - プリレプ - ビトラ - フロリナ - イグメニツァ                                                             |